# Rothaus

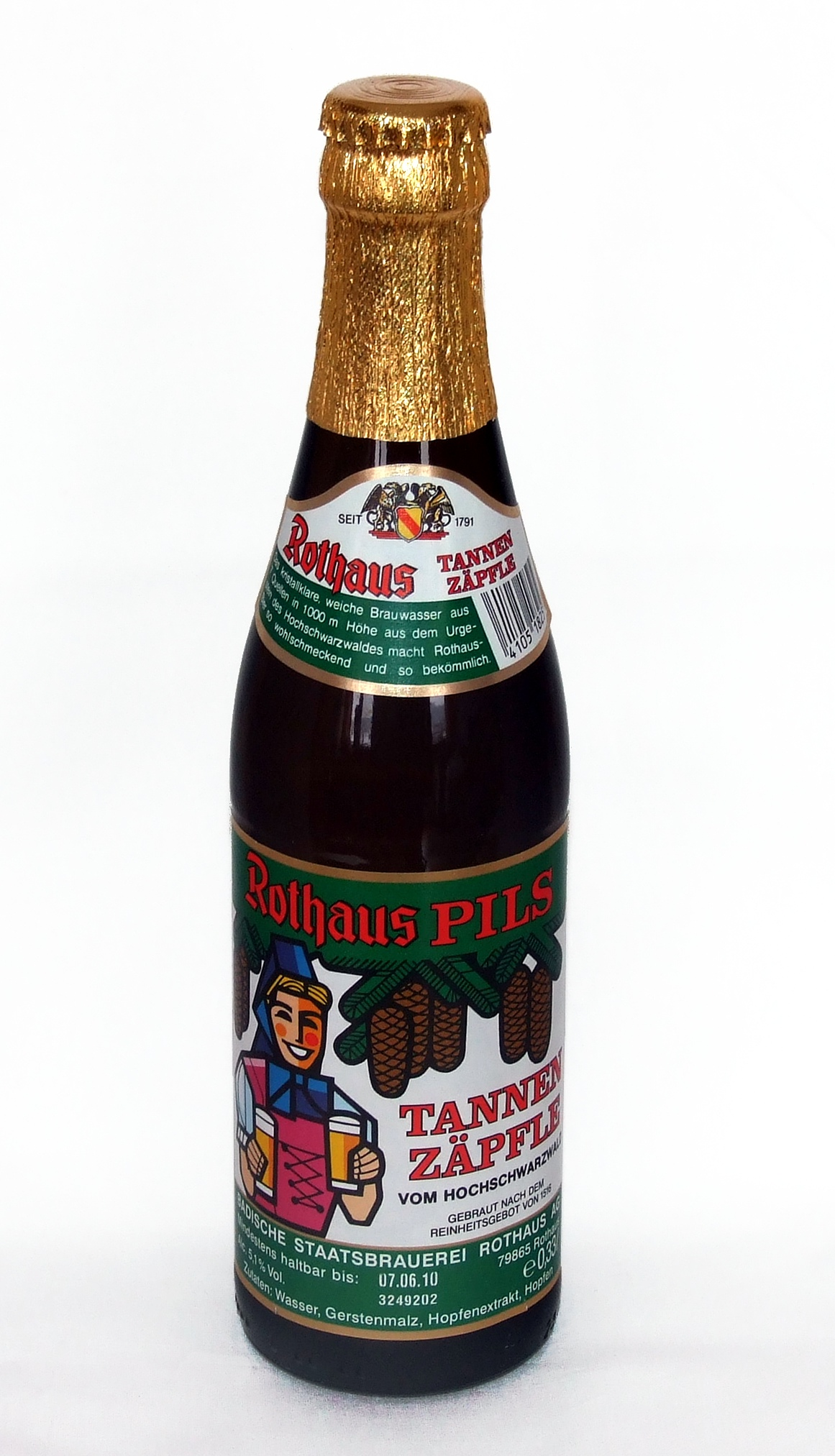
Birra Rothaus Pils 33cl

La Badische Staatsbrauerei Rothaus AG (Rothaus, Birreria statale del Baden) è un'azienda tedesca produttrice di birra con sede a Rothaus, sobborgo di Grafenhausen nel land del Baden-Württemberg.

## Storia
La fondazione avvenne nel 1791 ad opera dell'abate di San Biagio nella Foresta Nera, Martin Gerbert, come misura per promuovere l'economia locale. Nel 1806 la proprietà passò al duca di Baden, e il nome divenne Großherzoglich Badische Staatsbrauerei Rothaus (Birreria granducale statale del Baden Rothaus). Il nome attuale venne assunto nel 1918, dopo l'abolizione della monarchia tedesca.

## Prodotti
- Rothaus pils
- Rothaus hefe weizen
- Rothaus hefe weizen zäpfle
- Rothaus tannen zäpfle
- Rothaus märzen export
- Rothaus eis zäpfle
- Rothaus radler
- Rothaus radler zäpfle